# 得分后卫
得分後衛（英語：Shooting guard，又作），簡稱“分衛”，俗稱“二號位置”，是籃球比赛陣容中，五個固定位置之一。傳統的超級得分後衛的主要責任，就是盡可能的為球隊得分；有些隊伍會要求他們的得分後衛持球進攻，這些球員也被稱為雙能衛。能夠兼任小前锋的得分後衛，則被稱為鋒衛搖擺人。
在NBA，得分後衛的身高通常介於6呎2吋（1.88公尺）到6呎6吋（1.98公尺）之間；在WNBA，通常介於5呎10吋（1.78公尺）到6呎1吋（1.85公尺）之間。

## 球賽的風格與特點
大部分得分後衛都是優秀的遠距離射手，三分球命中率通常會有35-40%。有些得分後衛也很強壯並有很強大的運動能力，能夠衝擊籃筐並在禁區得分。
得分後衛的身高一般會高於控球後衛，得分後衛通常也是不錯的控球者，雖然傳球並不是得分後衛的首要任務，但是因為優秀的得分後衛常會吸引對方防守包夾，所以需要具備傳球技能。
得分後衛必須要有多樣的進攻手段，尤其是在比分接近的比賽後段，防守更加嚴密的時候；他們也需要優秀的罰球命中率，以嚇阻對手的犯規。由於得分後衛需要高水準的進攻技巧，因此通常會是球隊的主要進攻選擇，有時也會以他們為核心訂定進攻戰術。
在NBA，有些得分後衛被稱為「3D」球員（3是指三分球，D是指防守），3D球員同時有著優秀的三分能力，以及穩定（甚至頂尖）的防守能力；這類球員在現今變得非常重要，因為比賽逐漸開始轉變為以外線為主。